# Acraea leucosoma
Acraea leucosoma är en fjärilsart som beskrevs av Otto Staudinger 1885. Acraea leucosoma ingår i släktet Acraea och familjen praktfjärilar. Inga underarter finns listade i Catalogue of Life.